# Giada Colagrande
Giada Colagrande (Pescara, 16 oktober 1975) is een Italiaans filmregisseur en actrice.
In 2002 kwam haar eerste film uit, Aprimi il cuore, en het jaar daarop werd ze genomineerd als "Beste nieuwe Italiaanse regisseur". In 2005 regisseerde ze haar tweede film, Before It Had a Name, waar ze eveneens in meespeelt en die ze schreef met Willem Dafoe. Met Dafoe is ze sinds 25 maart 2005 getrouwd.

## Filmografie

### Als regisseur
- 2002 - Aprimi il cuore
- 2005 - Before It Had a Name

### Als actrice
- 2005 - Before It Had a Name - Eleonora
- 2013 - Castello Cavalcanti - Barvrouw